# Arrigo Sacchi
Arrigo Sacchi (Fusignano, 1º aprile 1946) è un allenatore di calcio, dirigente sportivo e opinionista italiano.
Commissario tecnico della nazionale italiana vice-campione del mondo a USA 94, è considerato uno dei migliori allenatori nella storia del calcio. Nel 2019 il periodico francese France Football lo ha inserito al terzo posto della classifica dei 50 migliori tecnici di tutti i tempi; in precedenza, nel 2007, il quotidiano inglese The Times lo aveva inserito all'undicesimo posto della propria graduatoria degli allenatori, primo tra gli italiani. Nel 2011 è stato introdotto nella Hall of Fame del calcio italiano. Nel 2022 è stato insignito del Premio del Presidente UEFA per i risultati sportivi straordinari, l'eccellenza professionale e le esemplari qualità umane.
Soprannominato il profeta di Fusignano, inizia la propria ascesa nel calcio italiano nel 1987 quando, dopo essersi fatto notare nelle serie minori con il Parma, Silvio Berlusconi lo sceglie come allenatore del Milan. Sacchi introduce innovazioni nel modulo di gioco e nelle tecniche di allenamento, dando un'impronta che segnerà la storia della squadra rossonera e del calcio italiano: sfrutta a fondo le caratteristiche del gioco a zona, già praticato nel Milan di Nils Liedholm, e pone un'assoluta attenzione alla fase difensiva, cui aggiunge il pressing sistematico a centrocampo; diviene noto per i suoi pesanti e severi allenamenti nonché per il ricorso a principi tattici mutuati dal calcio totale della nazionale olandese di Rinus Michels, che ammirava sin da ragazzo. Il suo Milan del quadriennio 1987-1991 è ritenuto una delle compagini calcistiche migliori di ogni epoca, inserita nel 2007 al quarto posto, primo tra quelle di club, nella classifica delle migliori squadre dalla rivista inglese World Soccer.
Personaggio controverso per i suoi metodi di allenamento, le sue idee e le sue convinzioni, Sacchi ebbe, tra l'altro, numerosi screzi con l'opinione pubblica e con alcuni suoi giocatori: proprio per questo è stato spesso accusato di ritenere prioritari gli schemi rispetto agli uomini.
Da allenatore del Milan, club che ha guidato dal 1987 al 1991 prima di tornare per una breve esperienza nella stagione 1996-1997, ha vinto uno scudetto, una Supercoppa italiana, due Coppe dei Campioni, due Supercoppe UEFA e due Coppe Intercontinentali, guidando la cosiddetta squadra degli Immortali. Dal 1991 al 1996 ha allenato la nazionale italiana, guidandola al campionato del mondo 1994, dove raggiunse la finale, e al campionato d'Europa 1996.
Dal 2010 al 2014 ha svolto il ruolo di coordinatore tecnico delle nazionali giovanili italiane, dalla Under-21 alla Under-16.

## Caratteristiche tecniche

### Allenatore

Sacchi dirige una seduta di allenamento a Milanello nella stagione 1988-1989

Proponeva un 4-4-2 che si ispirava in parte al calcio totale della nazionale olandese di Rinus Michels, squadra che prediligeva una difesa in linea (in modo da far cadere gli avversari nella trappola del fuorigioco) e pressing a tutto campo con o senza palla. Il modulo offensivo proposto dall'allenatore di Fusignano consisteva in una difesa organizzata con il metodo di una diagonale a quattro, un centrocampo a rombo (dove uno dei mediani si trasformava in trequartista) e due punte centrali molto vicine fra loro.
Nonostante sia conosciuto per il suo calcio offensivo, Sacchi dedicava grande attenzione anche ai movimenti difensivi, a tal punto che quasi sempre le sue squadre si contraddistinguevano per essere le meno battute a fine campionato: miglior difesa nei campionati 1987-88 (14 gol subiti) e 1990-91 (19 gol subiti) e seconda miglior difesa nel 1988-89 (25 gol subiti) e nel 1989-90 (27 gol subiti). Noto anche per il suo carattere rigido e intransigente, si fece conoscere dal pubblico sportivo per i suoi metodi di allenamento, considerati pesanti, severi e poco convenzionali rispetto agli approcci classici. Il fusignanese era solito intensificare gli allenamenti della squadra che dirigeva e si distingueva per un'attenzione maniacale nel preparare le partite e gli schemi di gioco. I suoi giocatori dovevano lavorare il doppio per essere pronti in campo a svolgere ruoli sia offensivi che difensivi. Per lui tutti i giocatori erano importanti, ma nessuno era rilevante.

## Carriera

### Giocatore

Sacchi calciatore del Baracca Lugo nel 1965

Figlio d'arte, avendo il padre Augusto, originario di Mandello del Lario, militato in squadre come la SPAL e la Gallaratese, Sacchi cresce calcisticamente nella squadra del suo paese natale, il Fusignano, per poi passare a giocare come terzino sinistro nel Baracca Lugo in Serie D, con modesti risultati. La carriera semi-professionistica, sempre con il Fusignano, dura soltanto un paio d'anni: Sacchi alterna il calcio con il lavoro nell'azienda di calzature del padre. Dopo aver chiuso nel Fusignano la carriera da calciatore, passa immediatamente ad allenare la stessa squadra.

### Allenatore

#### Gli esordi
Dal 1973 Sacchi allena il Fusignano, che gioca in Seconda Categoria, per poi passare all'Alfonsine (Promozione) e al Bellaria (Serie D). Durante gli anni settanta abbandona per un momento il calcio, dedicandosi al lavoro in azienda. Nel 1982 conquista con la squadra giovanile del Cesena lo scudetto Primavera. Decide di lasciare il lavoro per dedicarsi totalmente al calcio. Alberto Rognoni, fondatore del Cesena, lo presenta a Italo Allodi, ottenendo per il suo pupillo l'iscrizione al corso di Coverciano.

Sacchi (a destra) alla guida del Parma nel precampionato 1986-1987, con il suo promettente attaccante Melli.

Successivamente, Arrigo Sacchi viene chiamato da Dino Cappelli, presidente del Rimini, per guidare la squadra in Serie C1, concludendo la stagione al quinto posto. Dopo un anno passa ad allenare le giovanili della Fiorentina, parentesi durata una sola annata, per poi tornare a Rimini, dove conduce i biancorossi al quarto posto nella Serie C1 1984-1985. Nel 1985 Italo Allodi lo manda ad allenare il Parma (appena retrocesso in Serie C1), per fare qualche anno di esperienza prima di affidargli la squadra gigliata. Sacchi riporta subito i ducali in Serie B, vincendo il campionato a pari punti con il Modena, e nella stagione 1986-1987 sale alla ribalta delle cronache quando elimina dalla Coppa Italia il Milan, vincendo a San Siro. Nella stessa annata i parmigiani ottengono, da neopromossi, il settimo posto in serie cadetta, a soli tre punti dalla zona promozione, dopo aver lottato per la massima serie, sfumata a causa di un calo accusato nelle ultime giornate. Il gioco di Sacchi, basato sulla difesa a zona e sul pressing, piace al presidente dei rossoneri Silvio Berlusconi, che lo vuole nel suo club a tutti i costi.

#### Il Milan e gliImmortalidi Sacchi
Il 3 luglio 1987 firma un contratto annuale con il Milan, voluto dal presidente rossonero Silvio Berlusconi. Sacchi impone subito il proprio metodo di allenamento, all'inizio non apprezzato dai giocatori, in particolare da Franco Baresi e Carlo Ancelotti. A livello tattico decide di schierare i rossoneri con il modulo 4-4-2. La stampa esprime dubbi su Sacchi, tuttavia Berlusconi è convinto fortemente della propria scelta.

Sacchi portato in trionfo dopo la vittoria dell'11º scudetto della storia del Milan, nella stagione 1987-1988

I primi risultati non sono a favore di Sacchi, che ottiene una vittoria contro il Pisa e subisce due sconfitte, contro la Fiorentina (che assieme alla sconfitta a tavolino contro la Roma si rivelerà l'unica in campionato) e contro gli spagnoli dello Sporting Gijón nella gara di andata dei trentaduesimi di finale di Coppa UEFA. Le gare successive non migliorano la situazione, che si aggrava con la sconfitta al Via del mare di Lecce nell'andata dei sedicesimi di finale di Coppa UEFA contro l'Espanyol, sconfitta che costa ai rossoneri l'eliminazione dalla competizione. In questa occasione Sacchi viene attaccato dai tifosi rossoneri, che chiedono a gran voce le sue dimissioni e il ritorno di Fabio Capello sulla panchina rossonera. Berlusconi, tuttavia, continua a difendere Sacchi e fa presente alla squadra l'intenzione di volerlo tenere sulla panchina almeno fino alla fine della stagione: "Lui resta, voi non so". I risultati successivi sono migliori, tanto che in campionato il Milan conclude il girone d'andata al secondo posto, per poi superare nel girone di ritorno il Napoli capolista, battuto per 3-2 nello scontro diretto giocato al San Paolo il 1º maggio 1988, e aggiudicarsi così l'undicesimo scudetto della storia rossonera, il primo titolo dell'era Berlusconi.
Nel 1988-1989 Sacchi guida il Milan al terzo posto in campionato alle spalle di Inter e Napoli e conduce il club rossonero alla vittoria della sua terza Coppa dei Campioni. Nella semifinale di ritorno della massima competizione europea per club sconfigge il Real Madrid a San Siro per 5-0, poi, nella finale del Camp Nou di Barcellona, il Diavolo si impone con un netto 4-0 sulla Steaua Bucarest. La stagione del Milan si conclude in modo trionfale, con la vittoria della prima edizione della Supercoppa italiana contro la Sampdoria.

Sacchi (a sinistra) e Franco Baresi con la Coppa Intercontinentale vinta dal Milan nel 1989

Nei primi mesi della stagione 1989-1990 il Milan vince la Supercoppa UEFA contro il Barcellona (1-1 a Barcellona e 1-0 a Milano) e la Coppa Intercontinentale, battendo a Tokyo i colombiani dell'Atlético Nacional per 1-0. In questa stagione, dopo essere stata ad un passo dal vincere tutte le competizioni disponibili, la compagine milanese viene superata in campionato dal Napoli di Maradona. Alla 33ª giornata, il 22 aprile, mentre il Napoli vince a Bologna, il Milan, come già nel 1973, viene sconfitto a Verona in un incontro arbitrato da Rosario Lo Bello, autore di quattro espulsioni dei milanisti (Sacchi al 63', Rijkaard all'83', Van Basten all'87' e Costacurta all'89'). A un minuto dal termine dell'incontro il Verona realizza il gol della vittoria, che consegna di fatto lo scudetto al Napoli. Pochi giorni dopo il Milan perde anche la finale di Coppa Italia contro la Juventus, ma l'annata si chiude in modo trionfale, con la vittoria, per la seconda volta consecutiva, della Coppa dei Campioni, grazie al successo per 1-0 nella finale di Vienna contro il Benfica.
Nel 1990-1991 i rossoneri si mantengono ai vertici del campionato, ottenendo il secondo posto dietro alla Sampdoria, vincitrice quell'anno del suo primo scudetto, e aggiungono al proprio palmarès un'altra Supercoppa europea, vinta nella doppia sfida contro la Sampdoria, e un'altra Coppa Intercontinentale, ottenuta a Tokyo ai danni dei paraguaiani dell'Olimpia (3-0). Nel febbraio 1991 Arrigo Sacchi manifesta al presidente Berlusconi la volontà di prendersi un anno sabbatico per una lampante incapacità di gestire il notevole stress a cui era sottoposto da tempo. L'eliminazione ai quarti di finale nella Coppa dei Campioni per mano dell'Olympique Marsiglia e i contatti con la nazionale italiana inducono l'allenatore romagnolo a non rinnovare il contratto con il Milan. Al suo posto viene scelto Fabio Capello, che ha già avuto esperienza sulla panchina rossonera nella stagione 1986-87, sostituendo, nelle ultime sei giornate di campionato, l'esonerato Nils Liedholm.
Nel 2006 la rivista francese France Football ha nominato il Milan di Arrigo Sacchi migliore squadra del mondo del dopoguerra. L'anno seguente un sondaggio online pubblicato nella rivista inglese World Soccer inserì il Milan di Sacchi (in particolare quello della stagione 1988-1989) al quarto posto tra le squadre migliori di tutti i tempi, dietro al Brasile del 1970, all'Ungheria del 1954 e ai Paesi Bassi del 1974, ma prima tra le squadre di club.

#### La nazionale italiana

Sacchi (a sinistra) sulla panchina della nazionale italiana nel 1995

Nell'ottobre del 1991 Sacchi viene assunto alla guida della nazionale italiana, subentrando all'esonerato Azeglio Vicini, che aveva mancato la qualificazione al campionato d'Europa 1992: Sacchi può quindi utilizzare le ultime partite di qualificazione per il campionato europeo come test. L'allenatore romagnolo guida la nazionale per la prima volta il 13 novembre 1991, debuttando con un pareggio per 1-1 contro la Norvegia a Genova e poi ottenendo una vittoria per 2-0 contro Cipro a Foggia.
La sua gestione del gruppo azzurro, nonostante buoni risultati, crea molte polemiche a causa delle diverse esclusioni eccellenti decise nel tempo – tra cui Roberto Mancini, Walter Zenga, Gianluca Vialli, Giuseppe Bergomi, Giuseppe Giannini, Luigi De Agostini e Salvatore Schillaci – e divide l'opinione pubblica tra i sostenitori della politica sacchiana e i detrattori, con questi ultimi che lo accusano di essere prettamente un accentratore; sul piano extrasportivo anche il suo contratto miliardario con la federcalcio, ben superiore a quello degli altri selezionatori dello sport italiano, presta il fianco alla critica.
La prima competizione a cui Sacchi prende parte con la nazionale azzurra è la U.S. Cup 1992, torneo amichevole che dovrebbe servire alla federcalcio statunitense come prova per il mondiale di Stati Uniti 1994. L'Italia pareggia a reti inviolate con il Portogallo, vince per 2-0 contro l'Irlanda e pareggia per 1-1 con i padroni di casa degli Stati Uniti, consentendo a questi ultimi di vincere il trofeo. Nell'ottobre del 1992 le qualificazioni al campionato del mondo 1994 iniziano con il 2-2 contro la Svizzera e proseguono con lo 0-0 contro la Scozia, il 2-1 contro Malta, il 3-1 al Portogallo, con una goleada a Palermo contro Malta (6-1), il 2-0 all'Estonia e poi con la sconfitta contro la Svizzera per 0-1. Il 3-0 all'Estonia, seguito dalle vittorie per 3-1 sulla Scozia e per 1-0 sul Portogallo, garantiscono, nel novembre 1993, il pass per il mondiale statunitense. Nello stesso mese l'Italia raggiunge per la prima volta il primo posto nella classifica mondiale della FIFA, istituita nell'agosto dello stesso anno.
Nel luglio 1994 l'Italia riesce a qualificarsi per la finale del campionato mondiale, dopo aver superato a fatica la fase a gironi, venendo ripescata fra le migliori terze, e dopo aver eliminato la Nigeria agli ottavi di finale, dopo i tempi supplementari e al termine di una partita molto tesa, giocata sotto un sole cocente e caratterizzata dalla rinascita calcistica di un Roberto Baggio fino a quel momento in difficoltà, la Spagna ai quarti, con un altro gol di Baggio allo scadere, e la Bulgaria in semifinale, con un'altra doppietta del numero dieci degli azzurri; tutte e tre le gare furono vinte per 2-1. La finale contro il Brasile, una partita bloccata tatticamente e avara di emozioni, si conclude sullo 0-0 dopo 120 minuti di gioco: ai tiri di rigore gli errori di Baresi, Daniele Massaro e Roberto Baggio consegnano la vittoria ai sudamericani.
Nei mesi seguenti Sacchi comincia a formare un nuovo gruppo di giocatori. Dopo due anni di discreto livello, gli azzurri si qualificano per il campionato d'Europa 1996 dove, con una vittoria, una sconfitta e un pari, vengono estromessi al primo turno, finendo terzi nel girone con Germania, Rep. Ceca – che alla fine saranno le due finaliste del torneo – e Russia. Dopo questa manifestazione Sacchi, fortemente criticato per la precoce eliminazione, rimane CT ancora per qualche mese: il 6 novembre 1996 la sconfitta per 2-1 subìta in amichevole a Sarajevo contro la Bosnia ed Erzegovina pone simbolicamente fine all'esperienza azzurra del fusignanese, che si dimetterà dall'incarico poche settimane più tardi e verrà sostituito da Cesare Maldini.

#### Dal 1996 al ritiro

Sacchi nel dicembre 1996, al suo ritorno sulla panchina milanista, tra il suo vice Pietro Carmignani (a sinistra) e il team manager rossonero Silvano Ramaccioni (a destra).

Liberatosi dalla nazionale, il 2 dicembre 1996 Sacchi torna dopo un lustro al Milan, subentrando al posto dell'esonerato Óscar Tabárez. Approdato alla guida di una squadra alla fine di un ciclo, l'allenatore non riuscirà a replicare i successi del passato. La sua seconda esperienza milanista si apre, dopo pochi giorni, con una clamorosa eliminazione dalla UEFA Champions League per mano del meno quotato Rosenborg; nel prosieguo dell'annata il tecnico non riesce a invertire la rotta, incappando tra l'altro in pesanti sconfitte come il 6-1 casalingo nella classica contro la Juventus e, una settimana più tardi, il 3-1 nel derby contro l'Inter. L'annata si chiude con un deludente undicesimo posto in campionato, che comporta l'esclusione dei rossoneri dalle coppe europee: sarà a posteriori il peggiore piazzamento del club nella cosiddetta era Berlusconi (1986-2017) oltreché tra i peggiori in assoluto dal secondo dopoguerra. Al termine della stagione le strade di Sacchi e del Milan si separano definitivamente.
Dopo un anno sabbatico, il 16 giugno 1998 viene presentato come nuovo allenatore dell'Atlético Madrid, squadra della massima serie spagnola; dopo sette mesi, il 14 febbraio 1999, viene esonerato senza avere conseguito nel frattempo risultati di rilievo.
Due giorni dopo, il 16 febbraio 1999, annuncia l'intento di ritirarsi dalla carriera di allenatore. Il 9 gennaio 2001 torna sui propri passi e accetta di subentrare sulla panchina del Parma, ma, in seguito a problemi di salute per l'eccessiva tensione nervosa provocatagli dalla professione, il successivo 31 gennaio si dimette, chiudendo di fatto la propria carriera di allenatore.

### Dirigente
Dal 21 dicembre 2001 riveste l'incarico di direttore tecnico del Parma (riuscendo ad allestire ottime formazioni anche con ridotti budget economici e scoprendo giovani talenti come Alberto Gilardino). Si dimette il 31 maggio 2003. Il 21 dicembre 2004 viene nominato dal presidente Florentino Pérez direttore dell'area tecnica e direttore sportivo del Real Madrid. Si dimette il 22 dicembre 2005. Il 4 agosto 2010 viene ufficializzata la sua nomina a coordinatore tecnico delle nazionali giovanili, dalla Under-21 alla Under-16. Lascia l'incarico il 30 luglio 2014.

### Dopo il ritiro
Conclusa la carriera di allenatore, negli anni 2000 è stato commentatore televisivo per le reti Mediaset. È stato opinionista fisso della trasmissione calcistica di Italia 1 Controcampo. Dal 2008 è stato opinionista fisso su Premium Calcio. Nel 2012 è stato protagonista della campagna pubblicitaria per la nuova stagione calcistica di Mediaset Premium. Nell'estate 2016 è stato ospite fisso a Il grande match su Rai 1 nei post-partita del campionato d'Europa di Francia. È stato opinionista anche durante il campionato d'Europa 2020 per La Gazzetta dello Sport. Il 12 aprile 2023 su Prime Video viene distribuito il documentario Arrigo Sacchi - La favola di un visionario.

## Statistiche

### Statistiche da allenatore

#### Club
In grassetto le competizioni vinte.
| Stagione        | Squadra         | Campionato      | Campionato | Campionato | Campionato | Campionato | Coppe nazionali | Coppe nazionali | Coppe nazionali | Coppe nazionali | Coppe nazionali | Coppe continentali | Coppe continentali | Coppe continentali | Coppe continentali | Coppe continentali | Altre coppe | Altre coppe | Altre coppe | Altre coppe | Altre coppe | Totale | Totale | Totale | Totale | % Vittorie | Piazzamento     |
| Stagione        | Squadra         | Comp            | G          | V          | N          | P          | Comp            | G               | V               | N               | P               | Comp               | G                  | V                  | N                  | P                  | Comp        | G           | V           | N           | P           | G      | V      | N      | P      | %          | Piazzamento     |
| --------------- | --------------- | --------------- | ---------- | ---------- | ---------- | ---------- | --------------- | --------------- | --------------- | --------------- | --------------- | ------------------ | ------------------ | ------------------ | ------------------ | ------------------ | ----------- | ----------- | ----------- | ----------- | ----------- | ------ | ------ | ------ | ------ | ---------- | --------------- |
| 1982-1983       | Rimini          | C1              | 34         | 14         | 9          | 11         | CI+CI-C         | 5+4             | 0+1             | 2+2             | 3+1             | -                  | -                  | -                  | -                  | -                  | -           | -           | -           | -           | -           | 43     | 15     | 13     | 15     | 34,88      | 4º              |
| 1984-1985       | Rimini          | C1              | 34         | 13         | 14         | 7          | CI-C            | 8               | 2               | 5               | 1               | -                  | -                  | -                  | -                  | -                  | -           | -           | -           | -           | -           | 42     | 15     | 19     | 8      | 35,71      | 4º              |
| Totale Rimini   | Totale Rimini   | Totale Rimini   | 68         | 27         | 23         | 18         |                 | 17              | 3               | 9               | 5               |                    | -                  | -                  | -                  | -                  |             | -           | -           | -           | -           | 85     | 30     | 32     | 23     | 35,29      |                 |
| 1985-1986       | Parma           | C1              | 34         | 16         | 15         | 3          | CI+CI-C         | 5+2             | 2+0             | 2+1             | 1+1             | -                  | -                  | -                  | -                  | -                  | -           | -           | -           | -           | -           | 41     | 18     | 18     | 5      | 43,90      | 1º (promozione) |
| 1986-1987       | Parma           | B               | 38         | 11         | 18         | 9          | CI              | 9               | 5               | 2               | 2               | -                  | -                  | -                  | -                  | -                  | -           | -           | -           | -           | -           | 47     | 16     | 20     | 11     | 34,04      | 7º              |
| 1987-1988       | Milan           | A               | 30         | 17         | 11         | 2          | CI              | 7               | 4               | 2               | 1               | CU                 | 4                  | 1                  | 1                  | 2                  | -           | -           | -           | -           | -           | 41     | 22     | 14     | 5      | 53,66      | 1º              |
| 1988-1989       | Milan           | A               | 34         | 16         | 14         | 4          | CI              | 8               | 5               | 2               | 1               | CC                 | 9                  | 5                  | 4                  | 0                  | SI          | 1           | 1           | 0           | 0           | 52     | 27     | 20     | 5      | 51,92      | 3º              |
| 1989-1990       | Milan           | A               | 34         | 22         | 5          | 7          | CI              | 8               | 3               | 4               | 1               | CC                 | 9                  | 6                  | 1                  | 2                  | SU+CInt     | 2+1         | 1+1         | 1+0         | 0+0         | 54     | 33     | 11     | 10     | 61,11      | 2º              |
| 1990-1991       | Milan           | A               | 34         | 18         | 10         | 6          | CI              | 8               | 3               | 4               | 1               | CC                 | 4                  | 1                  | 2                  | 1                  | SU+CInt     | 2+1         | 1+1         | 1+0         | 0+0         | 49     | 24     | 17     | 8      | 48,98      | 2º              |
| dic. 1996-1997  | Milan           | A               | 23         | 7          | 7          | 9          | CI              | 0               | 0               | 0               | 0               | UCL                | 1                  | 0                  | 0                  | 1                  | SI          | 0           | 0           | 0           | 0           | 24     | 7      | 7      | 10     | 29,17      | Subentrato, 11º |
| Totale Milan    | Totale Milan    | Totale Milan    | 155        | 80         | 47         | 28         |                 | 31              | 15              | 12              | 4               |                    | 27                 | 13                 | 8                  | 6                  |             | 7           | 5           | 2           | 0           | 220    | 113    | 69     | 38     | 51,36      |                 |
| 1998-feb. 1999  | Atlético Madrid | PD              | 22         | 9          | 5          | 8          | CR              | 2               | 1               | 0               | 1               | CU                 | 6                  | 5                  | 0                  | 1                  | -           | -           | -           | -           | -           | 30     | 15     | 5      | 10     | 50,00      | Esonerato       |
| gen. 2001       | Parma           | A               | 3          | 1          | 2          | 0          | CI              | 0               | 0               | 0               | 0               | CU                 | 0                  | 0                  | 0                  | 0                  | -           | -           | -           | -           | -           | 3      | 1      | 2      | 0      | 33,33      | Dimissionario   |
| Totale Parma    | Totale Parma    | Totale Parma    | 75         | 28         | 35         | 12         |                 | 16              | 7               | 5               | 4               |                    | -                  | -                  | -                  | -                  |             | -           | -           | -           | -           | 91     | 35     | 40     | 16     | 38,46      |                 |
| Totale carriera | Totale carriera | Totale carriera | 320        | 144        | 110        | 66         |                 | 66              | 26              | 26              | 14              |                    | 33                 | 18                 | 8                  | 7                  |             | 7           | 5           | 2           | 0           | 426    | 193    | 146    | 87     | 45,31      |                 |

#### Nazionale
| Squadra | Naz               | dal              | al              | Record | Record | Record | Record     | Record | Record | Record | Record |
| G       | V                 | N                | P               | GF     | GS     | DR     | % Vittorie |        |        |        |        |
| ------- | ----------------- | ---------------- | --------------- | ------ | ------ | ------ | ---------- | ------ | ------ | ------ | ------ |
| Italia  | Italia (bandiera) | 13 novembre 1991 | 6 novembre 1996 | 53     | 34     | 11     | 8          | 90     | 36     | +54    | 64,15  |

#### Nazionale nel dettaglio
| Stagione         | Squadra       | Competizione                                | Piazzamento                    | Andamento | Andamento | Andamento | Andamento | Andamento  | Reti | Reti | Reti | Reti |
| Stagione         | Squadra       | Competizione                                | Piazzamento                    | Giocate   | Vittorie  | Pareggi   | Sconfitte | % Vittorie | GF   | GS   | DR   |      |
| ---------------- | ------------- | ------------------------------------------- | ------------------------------ | --------- | --------- | --------- | --------- | ---------- | ---- | ---- | ---- | ---- |
| 1991-1992        | Italia        | Qual. Euro 1992                             | Non qualificato                | 2         | 1         | 1         | 0         | 50,00      | 3    | 1    | +2   |      |
| 1991-1992        | Italia        | U.S. Cup 1992                               | 2º                             | 3         | 1         | 2         | 0         | 33,33      | 3    | 1    | +2   |      |
| 1992-1993        | Italia        | Qual. Mondiale 1994                         | 1º nel Gruppo 1, qualificato   | 10        | 7         | 2         | 1         | 70,00      | 22   | 7    | +15  |      |
| 1994             | Italia        | Mondiale 1994                               | 2º                             | 7         | 4         | 2         | 1         | 57,14      | 8    | 5    | +3   |      |
| 1995-1996        | Italia        | Qual. Euro 1996                             | 2º nel Gruppo 4, qualificato   | 10        | 7         | 2         | 1         | 70,00      | 20   | 6    | +14  |      |
| 1995-1996        | Italia        | Centenario delle Federazioni della Svizzera |                                | 2         | 1         | 0         | 1         | 50,00      | 1    | 2    | -1   |      |
| 1995-1996        | Italia        | Euro 1996                                   | Eliminato nella fase a gironi  | 3         | 1         | 1         | 1         | 33,33      | 3    | 3    | 0    |      |
| 1995-1996        | Italia        | Qual. Mondiale 1998                         | Non concluso per fine incarico | 2         | 2         | 0         | 0         | 100,00&    | 4    | 1    | +3   |      |
| Dal 1991 al 1996 | Italia        | Amichevoli                                  |                                | 14        | 10        | 1         | 3         | 71,43      | 26   | 10   | +16  |      |
| Totale Italia    | Totale Italia | Totale Italia                               | Totale Italia                  | 53        | 34        | 11        | 8         | 64,15      | 90   | 36   | +54  |      |

#### Panchine da commissario tecnico della nazionale italiana
| Cronologia completa delle presenze e delle reti in nazionale ― Italia | Cronologia completa delle presenze e delle reti in nazionale ― Italia | Cronologia completa delle presenze e delle reti in nazionale ― Italia | Cronologia completa delle presenze e delle reti in nazionale ― Italia | Cronologia completa delle presenze e delle reti in nazionale ― Italia | Cronologia completa delle presenze e delle reti in nazionale ― Italia | Cronologia completa delle presenze e delle reti in nazionale ― Italia          | Cronologia completa delle presenze e delle reti in nazionale ― Italia |
| Data                                                                  | Città                                                                 | In casa                                                               | Risultato                                                             | Ospiti                                                                | Competizione                                                          | Reti                                                                           | Note                                                                  |
| --------------------------------------------------------------------- | --------------------------------------------------------------------- | --------------------------------------------------------------------- | --------------------------------------------------------------------- | --------------------------------------------------------------------- | --------------------------------------------------------------------- | ------------------------------------------------------------------------------ | --------------------------------------------------------------------- |
| 13-11-1991                                                            | Genova                                                                | Italia                                                                | 1 – 1                                                                 | Norvegia                                                              | Qual. Euro 1992                                                       | Ruggiero Rizzitelli                                                            | Cap:F. Baresi                                                         |
| 21-12-1991                                                            | Foggia                                                                | Italia                                                                | 2 – 0                                                                 | Cipro                                                                 | Qual. Euro 1992                                                       | Roberto Baggio Gianluca Vialli                                                 | Cap:F. Baresi                                                         |
| 19-2-1992                                                             | Cesena                                                                | San Marino                                                            | 0 – 4                                                                 | Italia                                                                | Amichevole                                                            | 2 Roberto Baggio Pierluigi Casiraghi Roberto Donadoni                          | Cap:F. Baresi                                                         |
| 25-3-1992                                                             | Torino                                                                | Italia                                                                | 1 – 0                                                                 | Germania                                                              | Amichevole                                                            | Roberto Baggio                                                                 | Cap:F. Baresi                                                         |
| 31-5-1992                                                             | New Haven                                                             | Italia                                                                | 0 – 0                                                                 | Portogallo                                                            | USA Cup                                                               | -                                                                              | Cap:F. Baresi                                                         |
| 4-6-1992                                                              | Boston                                                                | Italia                                                                | 2 – 0                                                                 | Irlanda                                                               | USA Cup                                                               | Alessandro Costacurta Giuseppe Signori                                         | Cap:F. Baresi                                                         |
| 6-6-1992                                                              | Chicago                                                               | Stati Uniti                                                           | 1 – 1                                                                 | Italia                                                                | USA Cup                                                               | Roberto Baggio                                                                 | Cap:F. Baresi                                                         |
| 9-9-1992                                                              | Eindhoven                                                             | Paesi Bassi                                                           | 2 – 3                                                                 | Italia                                                                | Amichevole                                                            | Roberto Baggio Stefano Eranio Gianluca Vialli                                  | Cap:G. Vialli                                                         |
| 14-10-1992                                                            | Cagliari                                                              | Italia                                                                | 2 – 2                                                                 | Svizzera                                                              | Qual. Mondiali 1994                                                   | Roberto Baggio Stefano Eranio                                                  | Cap:G. Vialli                                                         |
| 18-11-1992                                                            | Glasgow                                                               | Scozia                                                                | 0 – 0                                                                 | Italia                                                                | Qual. Mondiali 1994                                                   | -                                                                              | Cap:F. Baresi                                                         |
| 19-12-1992                                                            | La Valletta                                                           | Malta                                                                 | 1 – 2                                                                 | Italia                                                                | Qual. Mondiali 1994                                                   | Giuseppe Signori Gianluca Vialli                                               | Cap:F. Baresi                                                         |
| 20-1-1993                                                             | Firenze                                                               | Italia                                                                | 2 – 0                                                                 | Messico                                                               | Amichevole                                                            | Roberto Baggio Paolo Maldini                                                   | Cap:P. Maldini                                                        |
| 24-2-1993                                                             | Porto                                                                 | Portogallo                                                            | 1 – 3                                                                 | Italia                                                                | Qual. Mondiali 1994                                                   | Dino Baggio Roberto Baggio Pierluigi Casiraghi                                 | Cap:P. Maldini                                                        |
| 24-3-1993                                                             | Palermo                                                               | Italia                                                                | 6 – 1                                                                 | Malta                                                                 | Qual. Mondiali 1994                                                   | 2 Roberto Mancini Dino Baggio Paolo Maldini Giuseppe Signori Pietro Vierchowod | Cap:F. Baresi                                                         |
| 14-4-1993                                                             | Trieste                                                               | Italia                                                                | 2 – 0                                                                 | Estonia                                                               | Qual. Mondiali 1994                                                   | Roberto Baggio Giuseppe Signori                                                | Cap:F. Baresi                                                         |
| 1-5-1993                                                              | Berna                                                                 | Svizzera                                                              | 1 – 0                                                                 | Italia                                                                | Qual. Mondiali 1994                                                   | -                                                                              | Cap:F. Baresi                                                         |
| 22-9-1993                                                             | Tallinn                                                               | Estonia                                                               | 0 – 3                                                                 | Italia                                                                | Qual. Mondiali 1994                                                   | 2 Roberto Baggio Roberto Mancini                                               | Cap:F. Baresi                                                         |
| 13-10-1993                                                            | Roma                                                                  | Italia                                                                | 3 – 1                                                                 | Scozia                                                                | Qual. Mondiali 1994                                                   | Pierluigi Casiraghi Roberto Donadoni Stefano Eranio                            | Cap:F. Baresi                                                         |
| 17-11-1993                                                            | Milano                                                                | Italia                                                                | 1 – 0                                                                 | Portogallo                                                            | Qual. Mondiali 1994                                                   | Dino Baggio                                                                    | Cap:F. Baresi                                                         |
| 16-2-1994                                                             | Napoli                                                                | Italia                                                                | 0 – 1                                                                 | Francia                                                               | Amichevole                                                            | -                                                                              | Cap:F. Baresi                                                         |
| 23-3-1994                                                             | Stoccarda                                                             | Germania                                                              | 2 – 1                                                                 | Italia                                                                | Amichevole                                                            | Dino Baggio                                                                    | Cap:F. Baresi                                                         |
| 27-5-1994                                                             | Parma                                                                 | Italia                                                                | 2 – 0                                                                 | Finlandia                                                             | Amichevole                                                            | Pierluigi Casiraghi Giuseppe Signori                                           | Cap:F. Baresi                                                         |
| 3-6-1994                                                              | Roma                                                                  | Italia                                                                | 1 – 0                                                                 | Svizzera                                                              | Amichevole                                                            | Giuseppe Signori                                                               | Cap:F. Baresi                                                         |
| 11-6-1994                                                             | New Haven                                                             | Italia                                                                | 1 – 0                                                                 | Costa Rica                                                            | Amichevole                                                            | Giuseppe Signori                                                               | Cap:F. Baresi                                                         |
| 18-6-1994                                                             | New York                                                              | Italia                                                                | 0 – 1                                                                 | Irlanda                                                               | Mondiali 1994 - 1º turno                                              | -                                                                              | Cap:F. Baresi                                                         |
| 23-6-1994                                                             | New York                                                              | Italia                                                                | 1 – 0                                                                 | Norvegia                                                              | Mondiali 1994 - 1º turno                                              | Dino Baggio                                                                    | Cap:F. Baresi                                                         |
| 28-6-1994                                                             | Washington                                                            | Italia                                                                | 1 – 1                                                                 | Messico                                                               | Mondiali 1994 - 1º turno                                              | Daniele Massaro                                                                | Cap:P. Maldini                                                        |
| 5-7-1994                                                              | Boston                                                                | Nigeria                                                               | 1 – 2 dts                                                             | Italia                                                                | Mondiali 1994 - Ottavi di finale                                      | 2 Roberto Baggio                                                               | Cap:P. Maldini                                                        |
| 9-7-1994                                                              | Boston                                                                | Italia                                                                | 2 – 1                                                                 | Spagna                                                                | Mondiali 1994 - Quarti di finale                                      | Dino Baggio Roberto Baggio                                                     | Cap:P. Maldini                                                        |
| 13-7-1994                                                             | New York                                                              | Italia                                                                | 2 – 1                                                                 | Bulgaria                                                              | Mondiali 1994 - Semifinale                                            | 2 Roberto Baggio                                                               | Cap:P. Maldini                                                        |
| 17-7-1994                                                             | Pasadena                                                              | Brasile                                                               | 0 – 0 dts (3-2 dtr)                                                   | Italia                                                                | Mondiali 1994 - Finale                                                | -                                                                              | Cap:F. Baresi 2º posto                                                |
| 7-9-1994                                                              | Maribor                                                               | Slovenia                                                              | 1 – 1                                                                 | Italia                                                                | Qual. Euro 1996                                                       | Alessandro Costacurta                                                          | Cap:F. Baresi                                                         |
| 8-10-1994                                                             | Tallinn                                                               | Estonia                                                               | 0 – 2                                                                 | Italia                                                                | Qual. Euro 1996                                                       | Pierluigi Casiraghi Christian Panucci                                          | Cap:P. Maldini                                                        |
| 16-11-1994                                                            | Palermo                                                               | Italia                                                                | 1 – 2                                                                 | Croazia                                                               | Qual. Euro 1996                                                       | Dino Baggio                                                                    | Cap:P. Maldini                                                        |
| 21-12-1994                                                            | Pescara                                                               | Italia                                                                | 3 – 1                                                                 | Turchia                                                               | Amichevole                                                            | Luigi Apolloni Massimo Crippa Attilio Lombardo                                 | Cap:G. Pagliuca                                                       |
| 25-3-1995                                                             | Salerno                                                               | Italia                                                                | 4 – 1                                                                 | Estonia                                                               | Qual. Euro 1996                                                       | 2 Gianfranco Zola Demetrio Albertini Fabrizio Ravanelli                        | Cap:P. Maldini                                                        |
| 29-3-1995                                                             | Kiev                                                                  | Ucraina                                                               | 0 – 2                                                                 | Italia                                                                | Qual. Euro 1996                                                       | Attilio Lombardo Gianfranco Zola                                               | Cap:P. Maldini                                                        |
| 26-4-1995                                                             | Vilnius                                                               | Lituania                                                              | 0 – 1                                                                 | Italia                                                                | Qual. Euro 1996                                                       | Gianfranco Zola                                                                | Cap:P. Maldini                                                        |
| 19-6-1995                                                             | Losanna                                                               | Svizzera                                                              | 0 – 1                                                                 | Italia                                                                | Centenario Fed.Svizzera                                               | Pierluigi Casiraghi                                                            | Cap:G. Pagliuca                                                       |
| 21-6-1995                                                             | Zurigo                                                                | Italia                                                                | 0 – 2                                                                 | Germania                                                              | Centenario Fed.Svizzera                                               | -                                                                              | Cap:P. Maldini                                                        |
| 6-9-1995                                                              | Udine                                                                 | Italia                                                                | 1 – 0                                                                 | Slovenia                                                              | Qual. Euro 1996                                                       | Fabrizio Ravanelli                                                             | Cap:A. Costacurta                                                     |
| 8-10-1995                                                             | Spalato                                                               | Croazia                                                               | 1 – 1                                                                 | Italia                                                                | Qual. Euro 1996                                                       | Demetrio Albertini                                                             | Cap:P. Maldini                                                        |
| 11-11-1995                                                            | Bari                                                                  | Italia                                                                | 3 – 1                                                                 | Ucraina                                                               | Qual. Euro 1996                                                       | 2 Fabrizio Ravanelli Paolo Maldini                                             | Cap:P. Maldini                                                        |
| 15-11-1995                                                            | Reggio Emilia                                                         | Italia                                                                | 4 – 0                                                                 | Lituania                                                              | Qual. Euro 1996                                                       | 3 Gianfranco Zola Alessandro Del Piero                                         | Cap:P. Maldini                                                        |
| 24-1-1996                                                             | Terni                                                                 | Italia                                                                | 3 – 0                                                                 | Galles                                                                | Amichevole                                                            | Pierluigi Casiraghi Alessandro Del Piero Fabrizio Ravanelli                    | Cap:A. Costacurta                                                     |
| 29-5-1996                                                             | Cremona                                                               | Italia                                                                | 2 – 2                                                                 | Belgio                                                                | Amichevole                                                            | Enrico Chiesa Alessandro Del Piero                                             | Cap:D. Albertini                                                      |
| 1-6-1996                                                              | Budapest                                                              | Ungheria                                                              | 0 – 2                                                                 | Italia                                                                | Amichevole                                                            | Pierluigi Casiraghi autorete                                                   | Cap:P. Maldini                                                        |
| 11-6-1996                                                             | Liverpool                                                             | Italia                                                                | 2 – 1                                                                 | Russia                                                                | Euro 1996 - 1º turno                                                  | 2 Pierluigi Casiraghi                                                          | Cap:P. Maldini                                                        |
| 14-6-1996                                                             | Liverpool                                                             | Rep. Ceca                                                             | 2 – 1                                                                 | Italia                                                                | Euro 1996 - 1º turno                                                  | Enrico Chiesa                                                                  | Cap:P. Maldini                                                        |
| 19-6-1996                                                             | Manchester                                                            | Italia                                                                | 0 – 0                                                                 | Germania                                                              | Euro 1996 - 1º turno                                                  | -                                                                              | Cap:P. Maldini                                                        |
| 5-10-1996                                                             | Chișinău                                                              | Moldavia                                                              | 1 – 3                                                                 | Italia                                                                | Qual. Mondiali 1998                                                   | 2 Fabrizio Ravanelli Pierluigi Casiraghi                                       | Cap:P. Maldini                                                        |
| 9-10-1996                                                             | Perugia                                                               | Italia                                                                | 1 – 0                                                                 | Georgia                                                               | Qual. Mondiali 1998                                                   | Fabrizio Ravanelli                                                             | Cap:P. Maldini                                                        |
| 6-11-1996                                                             | Sarajevo                                                              | Bosnia ed Erzegovina                                                  | 2 – 1                                                                 | Italia                                                                | Amichevole                                                            | Enrico Chiesa                                                                  | Cap:P. Maldini                                                        |
| Totale                                                                |                                                                       | Presenze                                                              | 53                                                                    |                                                                       | Reti                                                                  | 90                                                                             |                                                                       |

## Palmarès

### Allenatore

#### Club

##### Competizioni giovanili
- Campionato Primavera: 1

Cesena: 1981-1982

##### Competizioni nazionali
- Campionato italiano Serie C1: 1

Parma: 1985-1986 (girone A)
- Campionato italiano: 1

Milan: 1987-1988
- Supercoppa italiana: 1

Milan: 1988

##### Competizioni internazionali
- Coppa dei Campioni: 2

Milan: 1988-1989, 1989-1990
- Supercoppa UEFA: 2

Milan: 1989, 1990
- Coppa Intercontinentale: 2

Milan: 1989, 1990

#### Individuale
- Seminatore d'oro: 2[63]

1987-1988, 1988-1989
- Guerin d'oro: 1[64]

1988
- Allenatore dell'anno secondo la rivista World Soccer: 1

1989
- Premio Sportilia: 1

2006
- Inserito nella Hall of fame del calcio italiano nella categoria Allenatore italiano (2011)
- UEFA President's Award: 1

2022

## Riconoscimenti
Nel 2005 l'Università di Urbino ha conferito a Sacchi la laurea honoris causa in Scienze e Tecniche dell'Attività Sportiva. Nel settembre 2007, il Comune di Fusignano ha allestito presso il Museo Civico San Rocco una mostra su Arrigo Sacchi per celebrare il suo illustre concittadino attraverso una straordinaria esposizione di ricordi inediti, trofei, filmati delle partite più significative, foto degli esordi nei campi polverosi di Fusignano e della Bassa Romagna ed istantanee dei grandi trionfi delle squadre da lui allenate o dirette.

## Opere
- Arrigo Sacchi, Calcio totale. La mia vita raccontata a Guido Conti, Milano, Mondadori, 2015.
- Arrigo Sacchi, Luigi Garlando, La coppa degli immortali. Milan 1989: la leggenda della squadra più forte di tutti i tempi raccontata da chi la inventò, Milano, Baldini&Castoldi, 2019.